# Porte palière (métro)
Pour les articles homonymes, voir porte palière et Pallières.

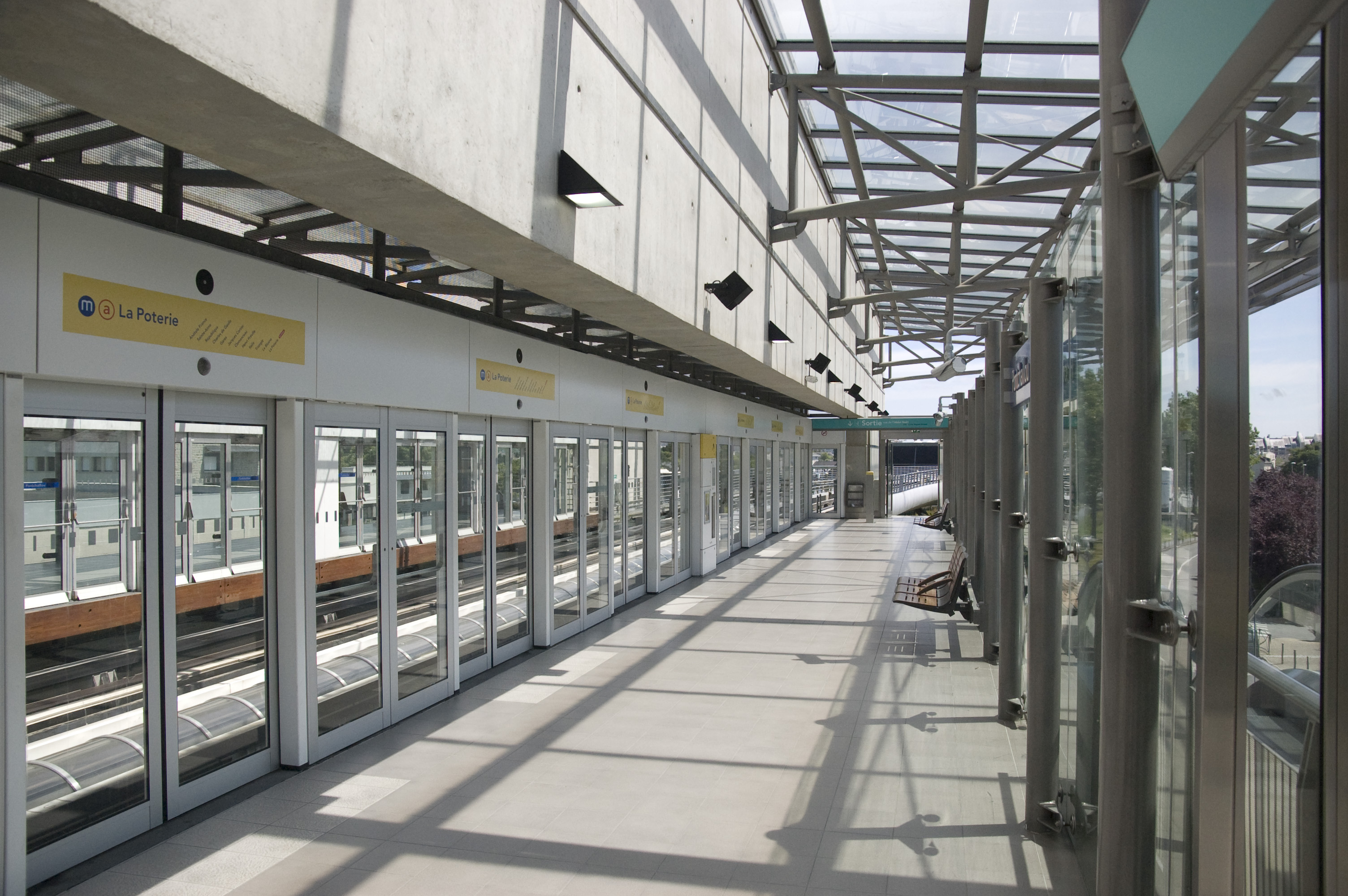
Portes palières à la station Pontchaillou (métro de Rennes).

Les portes palières appelées également façades de quai sont des portes automatiques vitrées situées dans une station de métro, le long des quais en bordure des voies. Ces portes qui ne s'ouvrent que lorsque la rame est à l'arrêt en station, sont notamment destinées à empêcher les suicides ou les accidents. Elles sont aussi essentielles pour l'automatisation des lignes de métro.

## Types de portes palières
Quatre types de portes palières existent :
- les portes basses, utilisées principalement en Asie, fixées sur le quai mais ne protégeant pas sur toute la hauteur un humain ;
- les portes mi-hautes, comme sur la ligne 1 du métro de Paris, fixées sur le quai ;
- les portes de pleine hauteur, comme sur la ligne A du métro de Toulouse, fixées en hauteur et guidées sur le quai ;
- les portes autonomes ou stand-alone, comme sur la ligne 4 du métro de Paris, fixées sur le quai mais avec un encadrement complet dont un bandeau d'informations dans la partie haute.

## Liste des réseaux possédant des portes palières

### Amérique

#### Brésil

##### São Paulo
- Ligne 2, Ligne 3, Ligne 4, Ligne 5, Ligne 15

#### Chili

##### Santiago
- Ligne 3, Ligne 6

#### Canada

##### Toronto
- LINK Train (toutes les stations)
- Union Pearson Express (gares Union et Aéroport Pearson)

##### Montréal
- Réseau express métropolitain

#### États-Unis

##### Miami

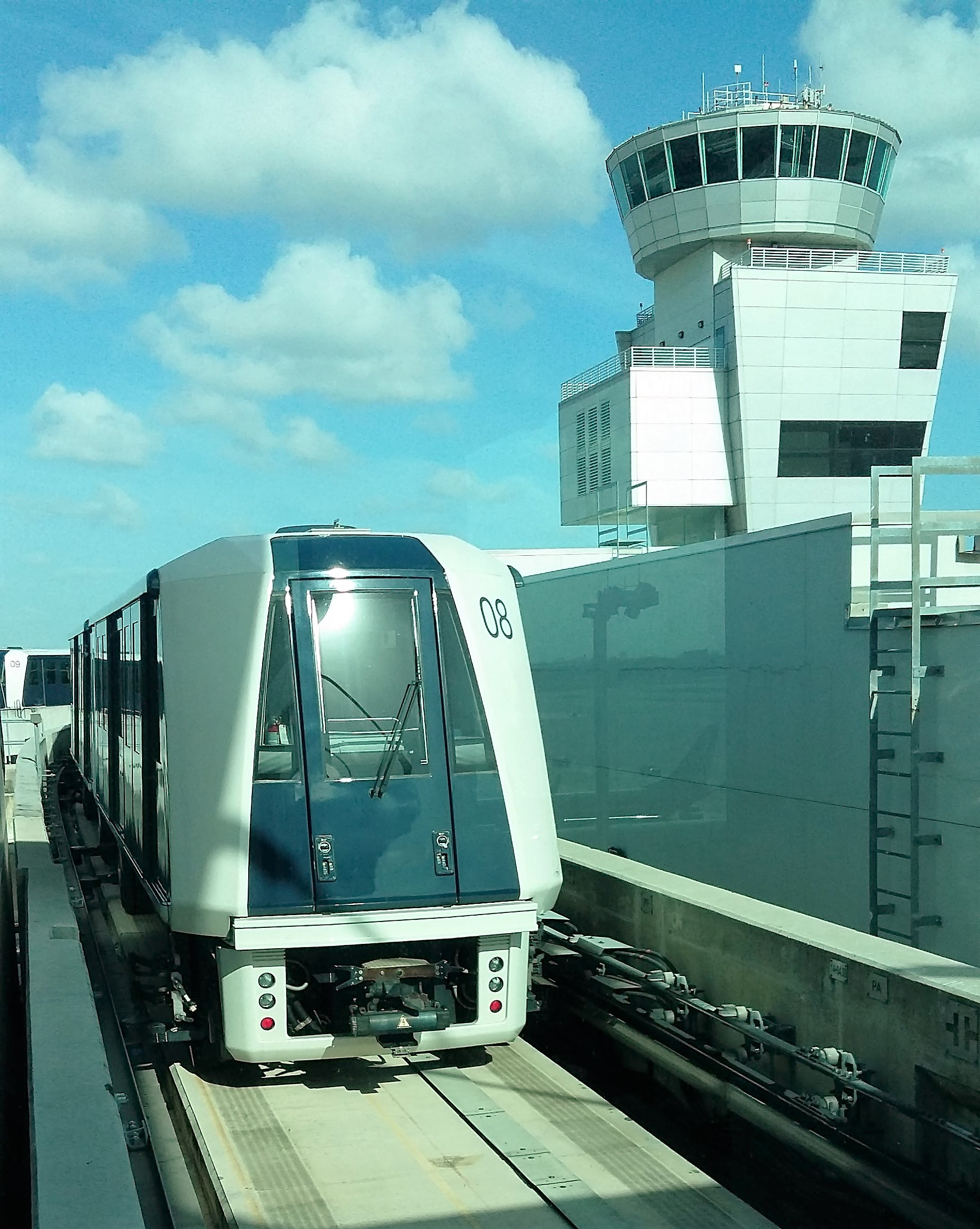
Air Train de l'aéroport International de Miami

- Air Train de l'aéroport International de MiamiSky Train Miami

##### San Francisco

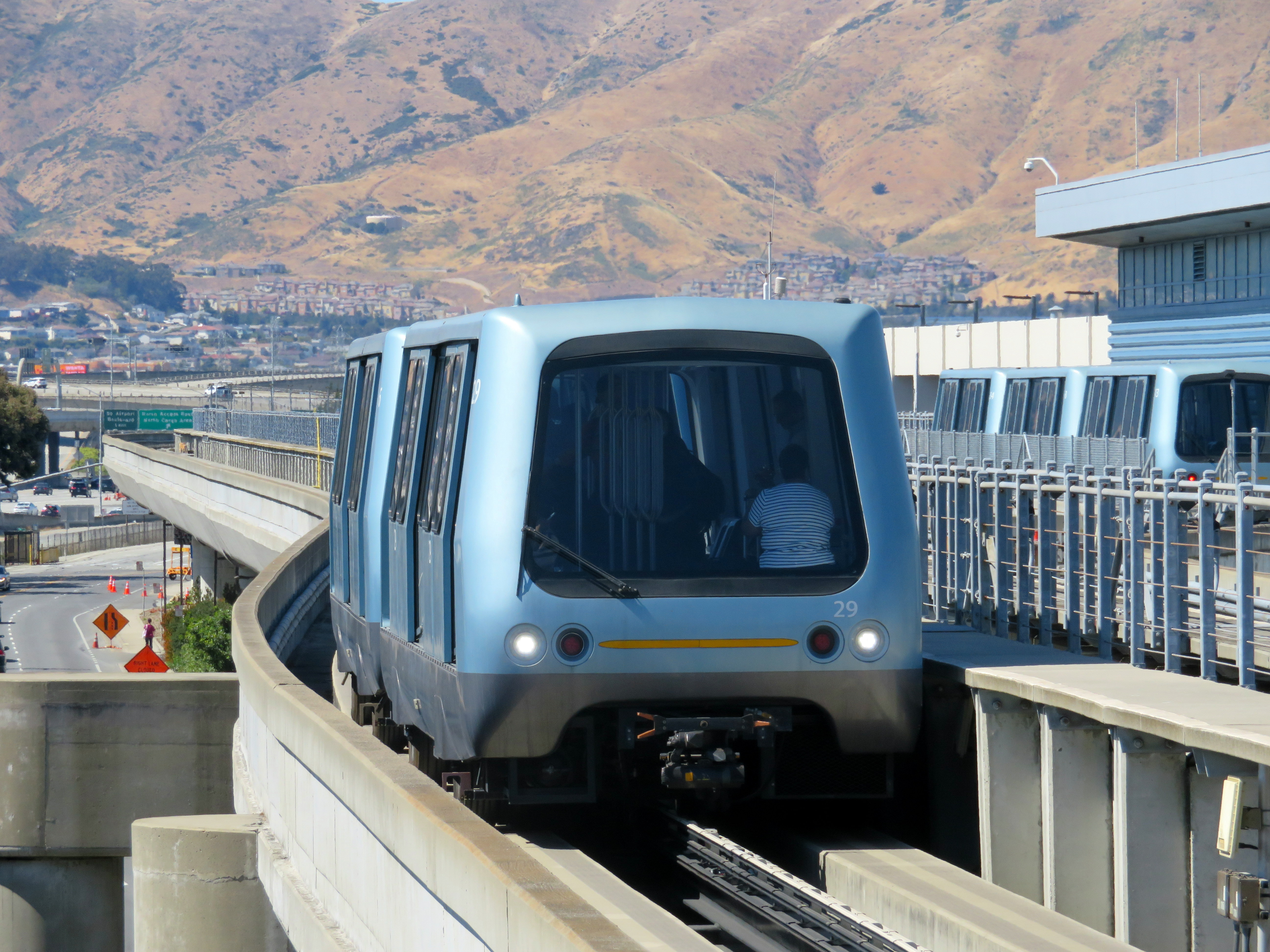
AirTrain de l'aéroport International de San Francisco

- AirTrain de l'aéroport International de San FranciscoAir Train San Francisco[1]

##### Chicago
- Airport Transit System

##### New York
- AirTrain JFK
- AirTrain Newark

### Asie

#### Chine

##### Chengdu
- Métro de Chengdu

##### Changsha
- Métro de Changsha

##### Changchun
- Métro de Changchun

##### Chongqing
- Métro de Chongqing

##### Canton
- Métro de Canton

##### Dalian
- Métro de Dalian

##### Fuzhou
- Métro de Fuzhou

##### Guiyang
- Métro de Guiyang

##### Harbin
- Métro de Harbin

##### Hangzhou
- Métro de Hangzhou

##### Hong Kong
- MTR

##### Jinan
- Métro de Jinan

##### Kunming
- Métro de Kunming

##### Lanzhou
- Métro de Lanzhou

##### Macao
- Métro de Macao

##### Nankin
- Métro de Nankin

##### Nanning
- Métro de Nanning

##### Nanchang
- Métro de Nanchang

##### Ningbo
- Métro de Ningbo

##### Pékin
- Métro de Pékin

##### Qingdao
- Métro de Qingdao

##### Shangaï
- Métro de Shangaï

##### Shenyang
- Métro de Shenyang

##### Shenzhen
- Métro de Shenzhen

##### Suzhou
- Métro de Suzhou

##### Tianjin
- Métro de Tianjin

##### Ürümqi
- Métro d'Ürümqi

##### Wuhan
- Métro de Wuhan

##### Xi'an
- Métro de Xi'an

##### Zhengzhou
- Métro de Zhengzhou

#### Corée du Sud

##### Busan
- Métro de Busan

##### Daegu
- Métro de Daegu

##### Daejon
- Métro de Daejon

##### Gwangju
- Métro de Gwangju

##### Séoul
- Métro de Séoul
- Métro d'Incheon

#### Japon

##### Tokyo
- Ligne Yamanote
- New Transit Yurikamome

#### Singapour
- MRT
- LRT

#### Thaïlande
- SkyTrain de Bangkok
- MRT de Bangkok

### Europe

#### Espagne

##### Barcelone
- Ligne 9
- Ligne 10

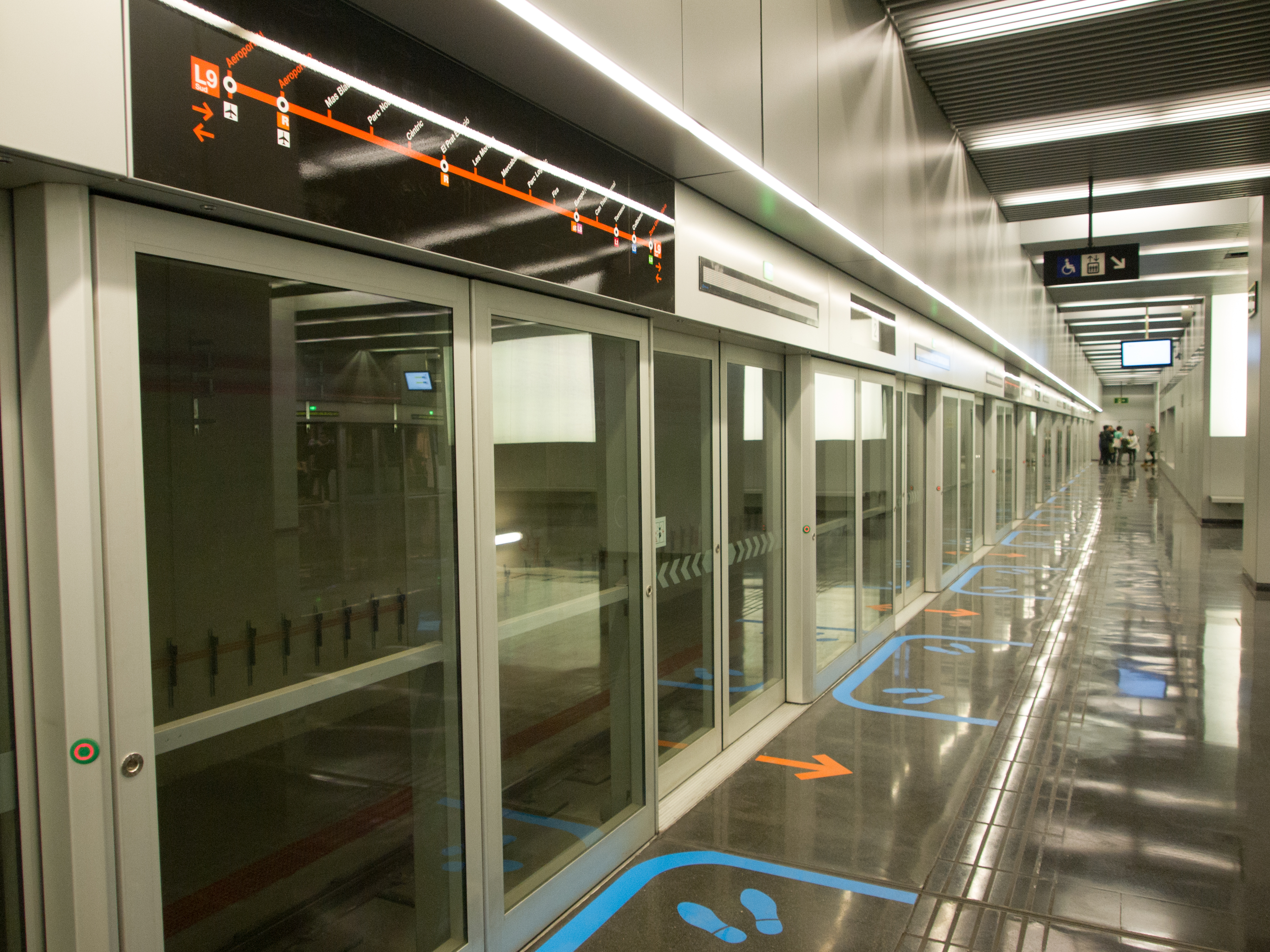
Portes pallières de la ligne 9
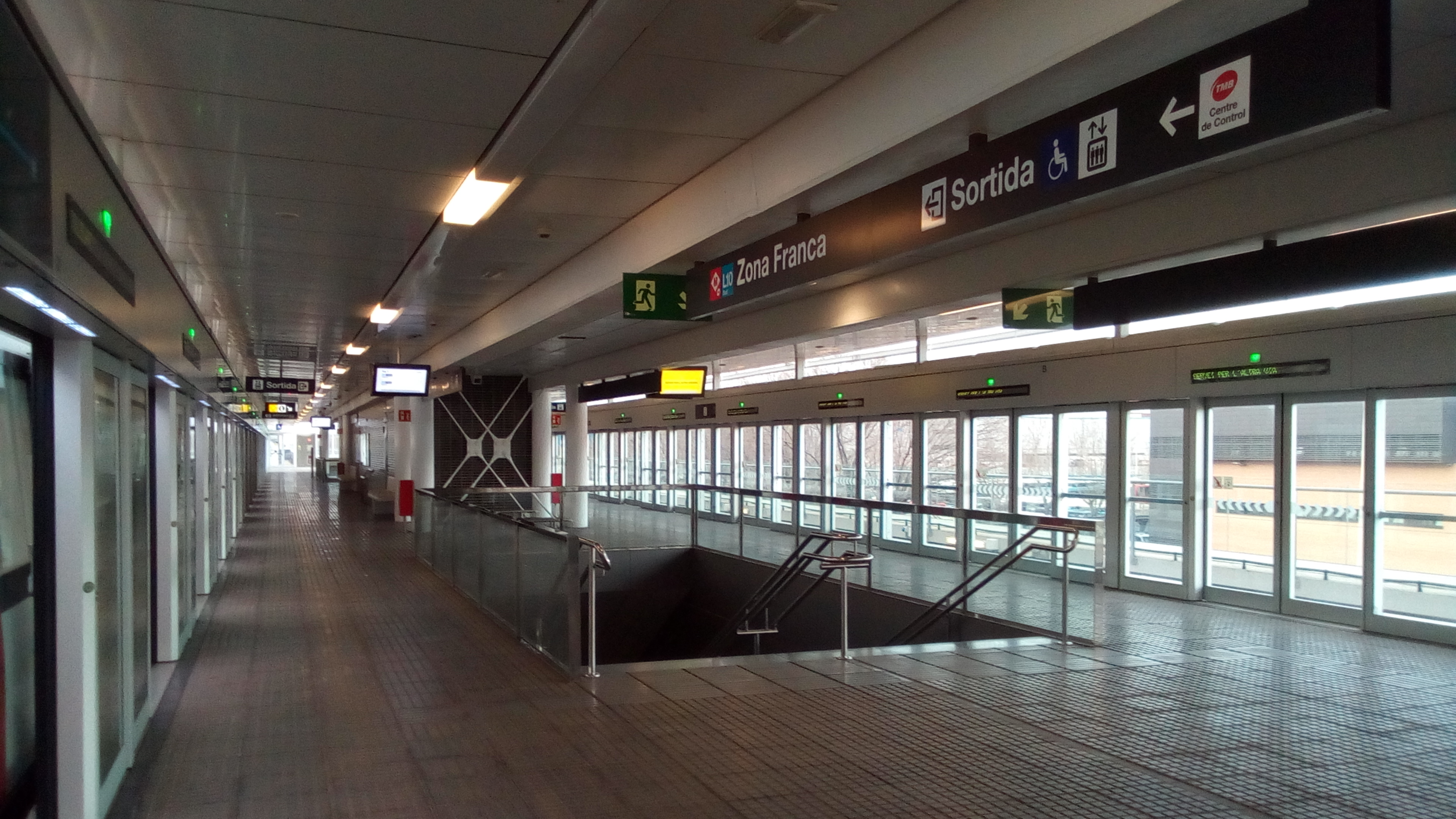
Quai central équipé de portes pallières sur la ligne 10

##### Séville
- Métro de Séville

#### France

##### Île-de-France
- Ligne 1
- Ligne 4
- Ligne 13
- Ligne 14,
- CDGVAL
- Orlyval

Exemples de portes palières
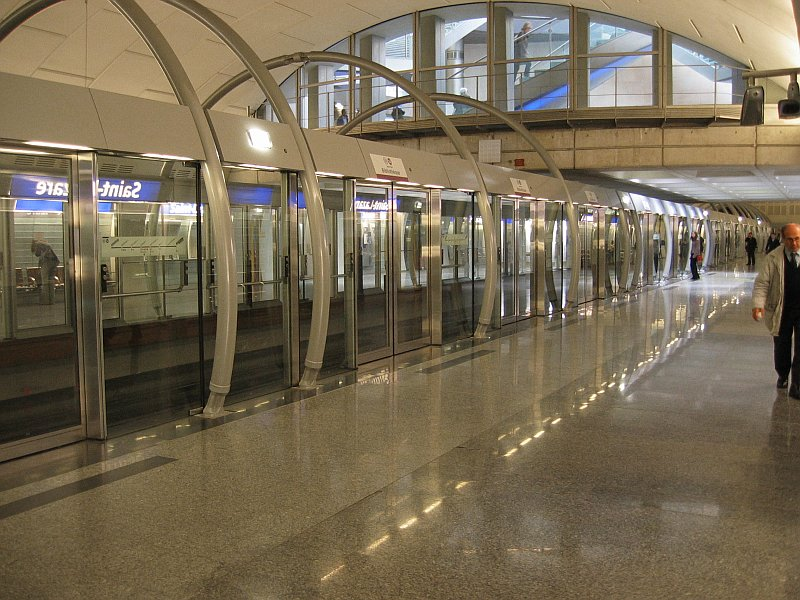
Portes palières de la station Saint-Lazare sur la ligne 14 du métro de Paris.
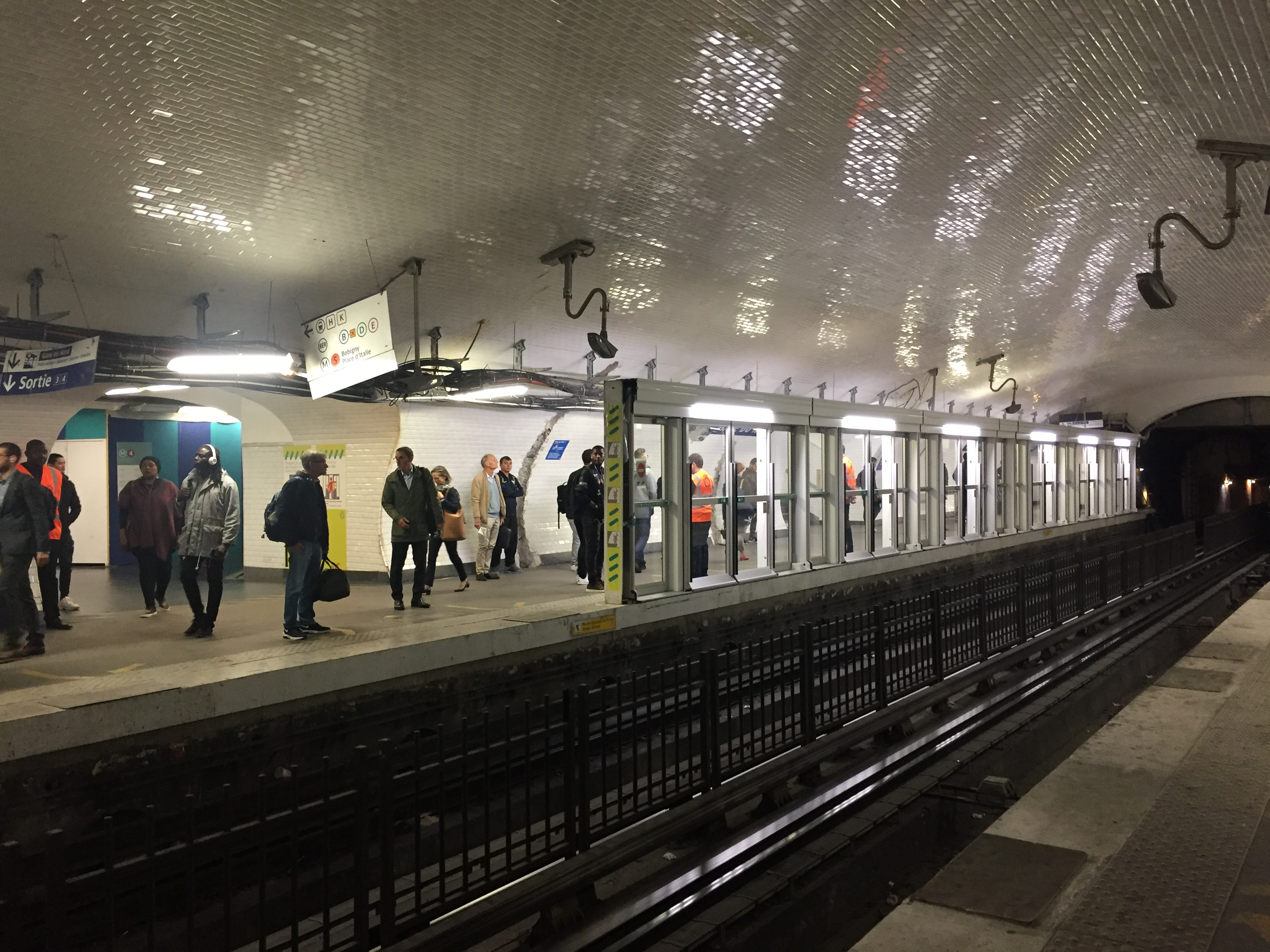
Portes palières en cours d'installation en 2019 à la station Gare du Nord sur la ligne 4 du métro de Paris.

##### Lille
- Métro de Lille

##### Rennes
- Métro de Rennes

##### Toulouse
- Métro de Toulouse

#### Italie

##### Rome
- Ligne C

##### Milan
- Ligne 4
- Ligne 5

##### Turin
- Métro de Turin

#### Grèce

##### Thessalonique
- Métro de Thessalonique

#### Royaume-Uni

##### Londres
- Jubilee (entre Westminster et North Greenwich)
- Elizabeth line (aux stations souterraines)

#### Saint-Pétersbourg
Dans le métro de Saint-Pétersbourg, il y a onze stations de type fermé. Familièrement, elles sont appelées ascenseur horizontal. Huit de ces stations sont sur la ligne verte et trois autres sont sur la ligne bleue.

Exemples d'ascenseurs horizontaux
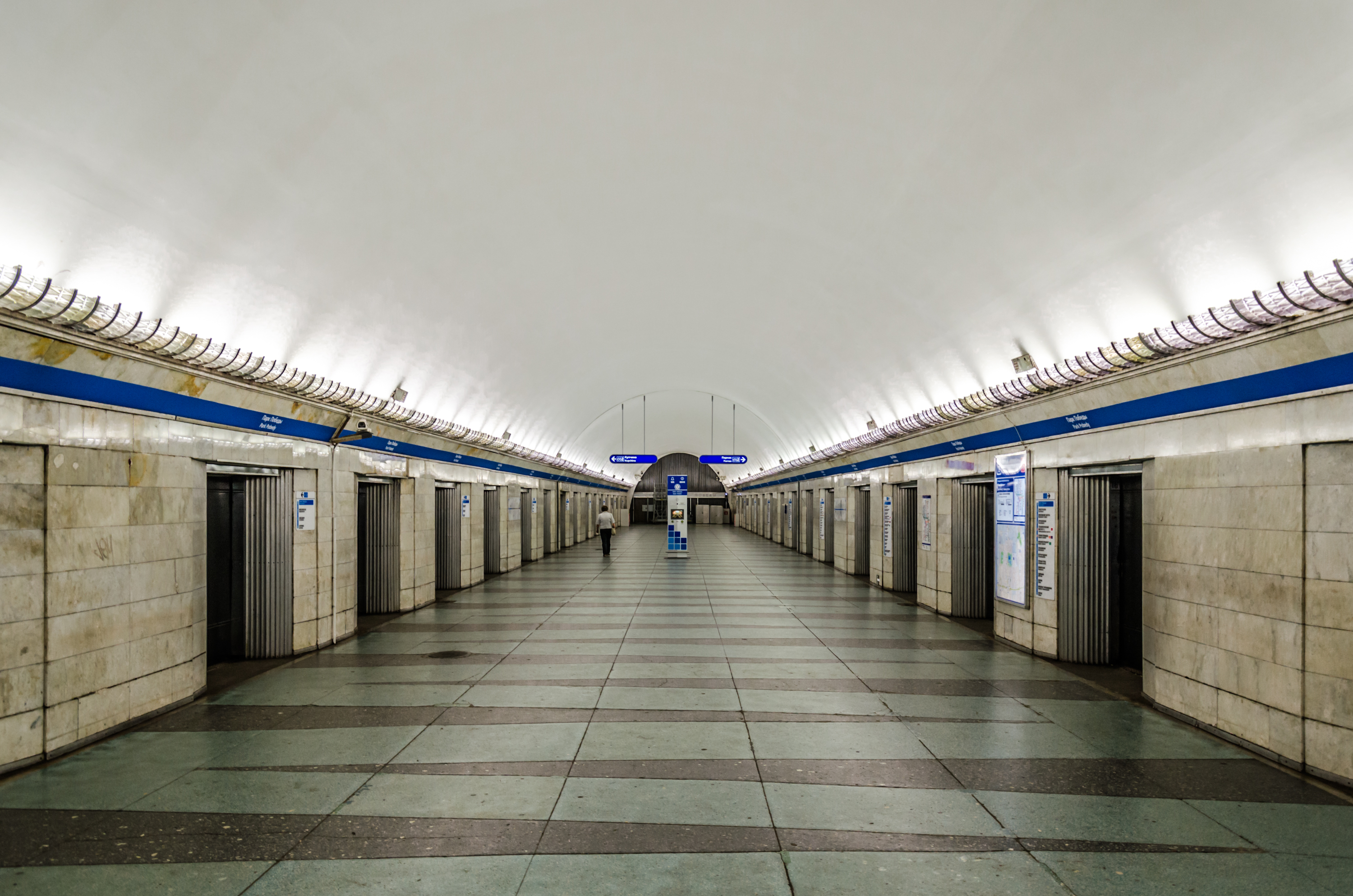
Park Pobedy.
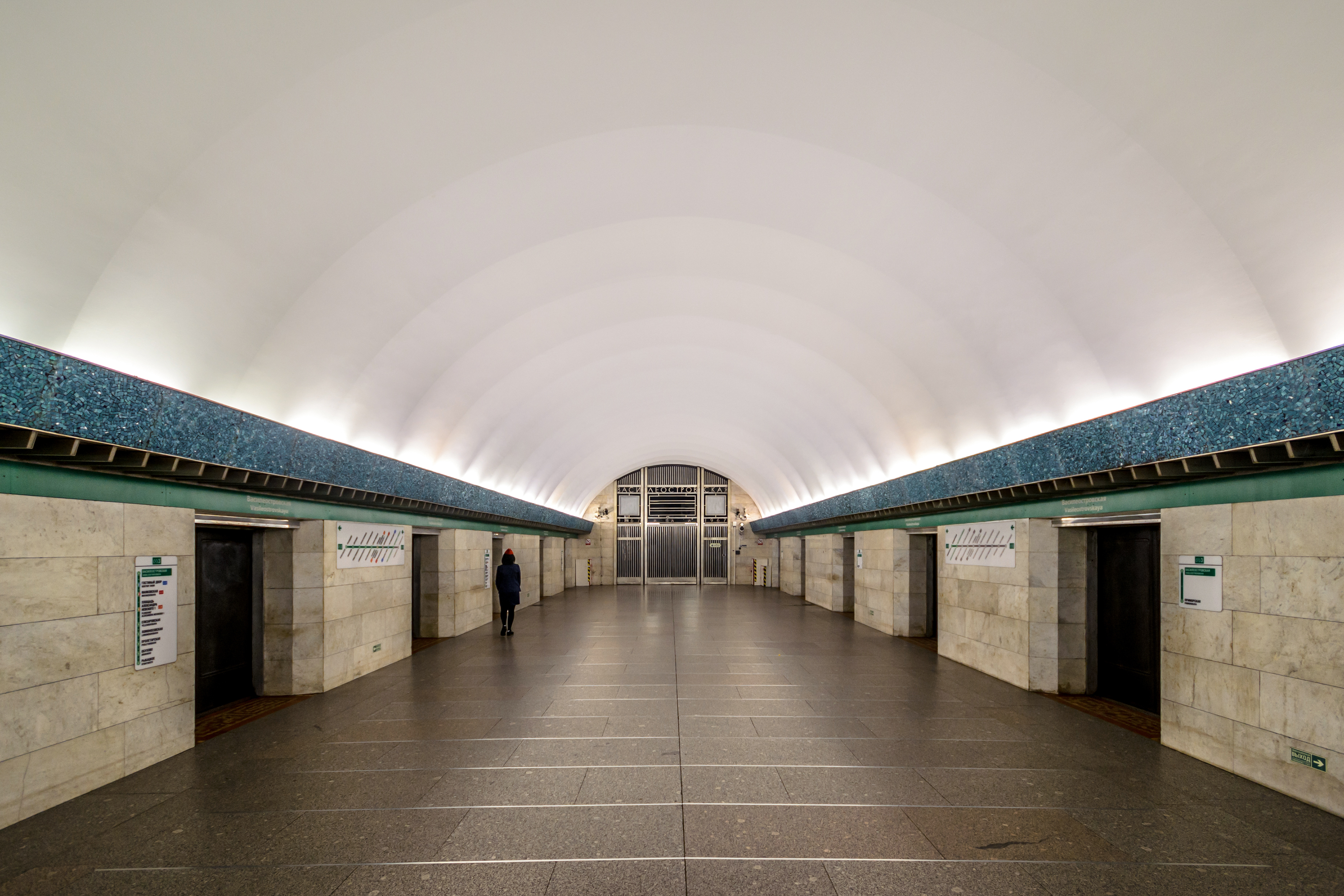
Vasileostrovskaïa.

#### Suisse

##### Lausanne
- Ligne M2 du métro de Lausanne

### Océanie

#### Australie

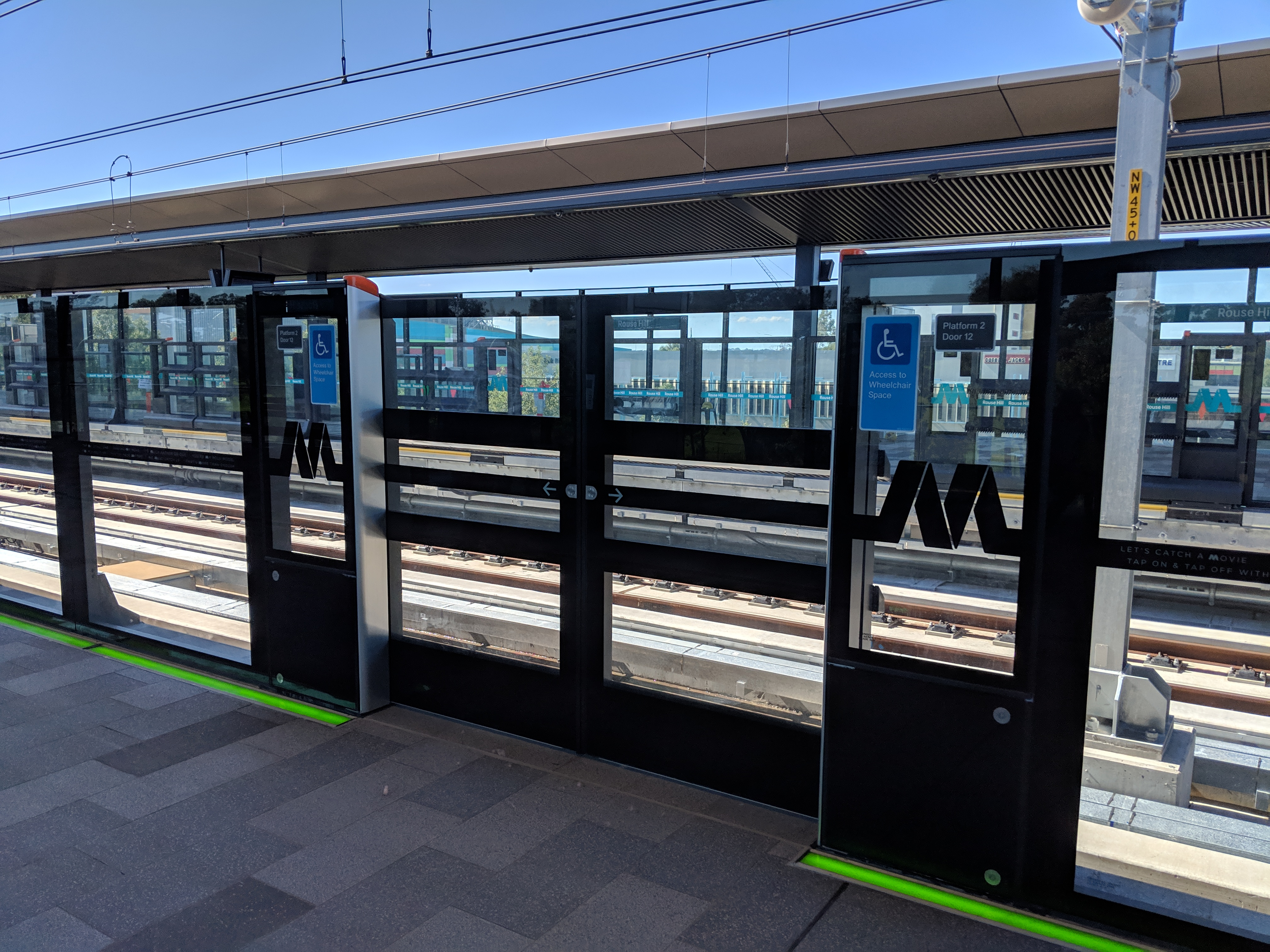
Portes palières, métro de Sydney (station Rouse Hill)

- Métro de Sydney